# Hormathia josefi
Hormathia josefi is een zeeanemonensoort uit de familie Hormathiidae. De anemoon komt uit het geslacht Hormathia. Hormathia josefi werd in 1977 voor het eerst wetenschappelijk beschreven door Zhiubikas. 